# Busto de Carlos V

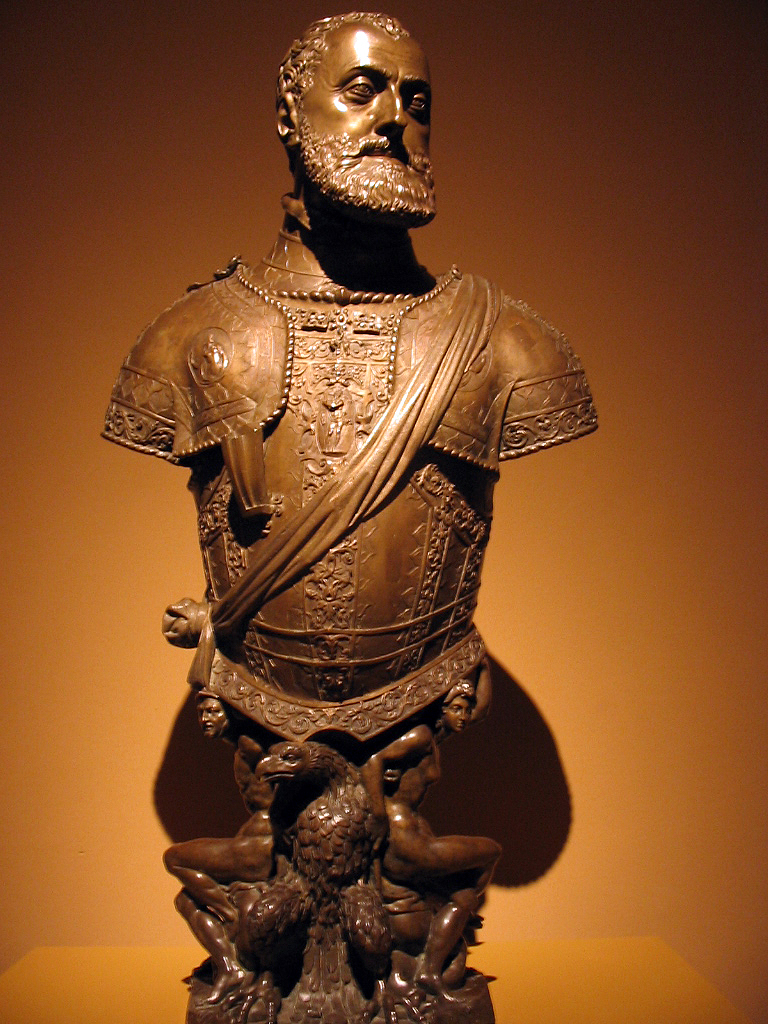
Busto de Carlos V, en el Museo del Prado.

El busto de Carlos V es una escultura fundida en bronce hacia el año 1553 representa a Carlos V, obra de los escultores italianos Leone Leoni y su hijo Pompeo. Procedente de la colección real, se encuentra en el Museo del Prado.

## Características
La armadura es una reproducción de la que portaba el emperador en la batalla de Mühlberg, plasmada también en el famoso retrato pictórico de Tiziano. Sobre el pecho presenta un medallón con la imagen de Cristo con la cruz que alude a la condición de soldado de Cristo (miles christi) y defensor de la fe católica (defensor fidei) mostrada por el emperador en su victoria sobre los protestantes en aquella batalla.
El busto se apoya sobre dos figuras alegóricas que flanquean al águila imperial de los Habsburgo, remarcando el carácter de héroe clásico del Renacimiento con claras reminiscencias de la retratística romana antigua. La expresión del emperador le hacen aparecer como un Marco Aurelio cristiano, al tiempo que estilísticamente la sitúan dentro del manierismo, lejana ya la serenidad típica del Renacimiento. Técnicamente pone de manifiesto el virtuosismo de sus autores. Está firmada en la parte posterior del pedestal, mediante una inscripción en el borde de su base.